# 愛的教育 (教育哲學)
愛的教育是一種教育哲學，倡導施予溫情關懷、不能體罰的管教方式。
愛的教育的困難在於：同樣身為人，教師會有能力差異與情緒起伏，只有口頭訓斥難以對應不同性格的學生，甚至在社會認知差異下產生對教師的文字獄。
《增广贤文》：「嚴父出孝子，慈母多敗兒」。「愛的教育不是寵孩子，而是要細心地愛他、教孩子懂事、懂理」。

## 優點
- 避免體罰所造成的心靈創傷。

## 缺點
- 容易使教育對象過度自我意識膨脹而不聽管教[4]。
- 教師因無力感而失去教育熱誠[2]。